# 緑のざわめき
『緑のざわめき』（みどりのざわめき）は、2023年9月1日に公開された日本映画。監督・脚本は夏都愛未、主演は松井玲奈。
福岡・佐賀を舞台として、生き別れた3人の異母姉妹が手を取り合って居場所を切り開いていく姿が描かれる。
2022年3月に開催された第18回大阪アジアン映画祭インディ・フォーラム部門に正式出品されている。

## キャスト

### 主要人物
小山田響子〈28〉
演 - 松井玲奈
東京で女優をしていたが、生まれ故郷の九州に移住しようと女優を辞め、福岡にやってくる。
本橋菜穂子〈24〉
演 - 岡崎紗絵
響子の異母妹。地元に帰って来た響子を密かにストーキングしている。
小暮杏奈〈18〉
演 - 倉島颯良
高校3年生。響子の異母妹。佐賀の集落に暮らす少女。

### 周辺人物
宗太郎
演 - 草川直弥（ONE N' ONLY）
響子の元カレ。
絵里
演 - 川添野愛
菜穂子の友人。女子会メンバー。
まゆ
演 - 加藤紗希
菜穂子の友人。女子会メンバー。
彩乃
演 - 渡邉りか子
菜穂子の友人。女子会メンバー。
保奈美
演 - 松林うらら
響子の親友。
透
演 - 林裕太
杏奈の幼なじみ。杏奈に思いを寄せる。
長老
演 - カトウシンスケ
村に住む長老。
芙美子
演 - 黒沢あすか
杏奈の伯母。

## スタッフ
- 監督・脚本 - 夏都愛未
- 製作 - 桝井省志、太田和宏
- プロデューサー - 江守徹、杉山晴香[3]
- エグゼクティブ・プロデューサー - 小野光輔[3]
- コプロデューサー - 松林うらら、夏都愛未[3]
- 撮影 - 村松良
- 照明 - 加藤大輝
- 音楽 - 渡辺雄司
- 配給 - S・D・P[3]
- 製作 -「緑のざわめき」製作委員会